# Channing Frye
Channing Thomas Frye (ur. 17 maja 1983 w White Plains) – amerykański koszykarz, występujący w lidze NBA na pozycji silnego skrzydłowego lub środkowego.
W 2001 został uznany najlepszym zawodnikiem szkół średnich stanu Arizona (Arizona Gatorade Player of the Year), zaliczono go również do IV składu Parade All-American.
Karierę w NBA rozpoczął w zespole New York Knicks, przez który został wybrany w drafcie w 2005 z numerem 8. W pierwszym sezonie został, wraz z Chrisem Paulem, pierwszoroczniakiem miesiąca, listopada (Rookie of the Month for November 2005), znalazł się też w piątce najlepszych debiutantów sezonu (NBA All-Rookie First Team). Po dwóch sezonach został oddany w wymianie wraz ze Steve'em Francisem do Portland Trail Blazers, w drugą stronę powędrowali Zach Randolph, Fred Jones i Dan Dickau. W 2009 podpisał dwuletni kontrakt wart 3,8 miliona dolarów z Phoenix Suns.
14 lipca 2014 podpisał kontrakt z Orlando Magic.
18 lutego 2016 trafił do Cleveland Cavaliers w zamian za Jareda Cunninghama i wybór w drugiej rundzie draftu.
8 lutego 2018 został wytransferowany wraz z Isaiahem Thomasem i wyborem I rundy draftu 2018 do Los Angeles Lakers w zamian za Larry'ego Nance'a i Jordana Clarksona.
19 lipca 2018 podpisał kolejny w karierze kontrakt z Cleveland Cavaliers.

## Osiągnięcia
Stan na 9 lutego 2018, na podstawie, o ile nie zaznaczono inaczej.
NCAA
- Uczestnik:
  - rozgrywek Elite Eight turnieju NCAA (2003, 2005)
  - turnieju NCAA (2002–2005)
- Mistrz:
  - turnieju konferencji Pac-10 (2002)
  - sezonu zasadniczego Pac-10 (2003, 2005)
- Zaliczony do:
  - I składu:
    - Pac-10 (2004, 2005)
    - turnieju Pac-10 (2005)
    - pierwszoroczniaków Pac-10 (2002)

  - składu All-Pac-10 Honorable Mention Team (2003)

NBA
- Mistrz NBA (2016)[9]
- Wicemistrz NBA (2017)
- Zaliczony do:
  - I składu debiutantów NBA (2006)[10]
  - II składu ligi letniej NBA (2005)
- Uczestnik:
  - Rising Stars Challenge (2006)
  - konkursu rzutów za 3 punkty (2010)
- Debiutant miesiąca NBA (listopad 2005)

## Rekordy kariery
| Punkty                | 33 przeciwko Minnesota Timberwolves |
| Rzuty z gry (celne)   | 14 (2 razy)                         |
| Rzuty z gry (ogólnie) | 26 przeciwko Charlotte Bobcats      |
| Rzuty za "3"(celne)   | 9 przeciwko Minnesota Timberwolves  |
| Rzuty za "3"(ogólnie) | 14 przeciwko Minnesota Timberwolves |
| Celne osobiste        | 9 (2 razy)                          |
| Rzuty osobiste        | 12 przeciwko Toronto Raptors        |
| Zbiórki ofensywne     | 7 przeciwko Golden State Warriors   |
| Zbiórki defensywne    | 14 (2 razy)                         |
| Zbiórki               | 16 przeciwko New Orleans Hornets    |
| Asysty                | 7 przeciwko New Jersey Nets         |
| Przechwyty            | 4 przeciwko Sacramento Kings        |
| Bloki                 | 4 (5 razy)                          |
| Minut na boisku       | 57 przeciwko Los Angeles Lakers     |